# メイア・ミンスキー
メイア・ミンスキー（Meir Minsky, 1949年4月16日 - ）は、ポーランド出身の指揮者。

## 経歴
ウッチの出身。生まれてすぐに一家でイスラエルに移住した。エルサレムのルービン音楽院で指揮法を学んだあと、ローマのサンタ・チェチーリア国立アカデミアに留学してフランコ・フェラーラに指揮を教わり、シエーナ、ラヴェッロ、ヴェニスのフェニーチェ座、ケルン音楽院などの指揮法のマスタークラスにも参加した。1977年に卒業後、シンフォニエッタ・ド・パリの設立に参加し、1979年までそのオーケストラの首席指揮者を務めた。1979年から1983年までアメリカのメトロポリタン・アーツ管弦楽団の音楽監督を務め、1983年にベルリン交響楽団とブルックナーの交響曲第3番の原典版を演奏して成功をおさめ、世界的な指揮者としての名声を築いた。